# Carrascosa
Carrascosa – gmina w Hiszpanii, w prowincji Cuenca, w Kastylii-La Mancha, o powierzchni 71,47 km². W 2011 roku gmina liczyła 107 mieszkańców.